# Graffenrieda miconioides
Graffenrieda miconioides är en tvåhjärtbladig växtart som beskrevs av Charles Victor Naudin. Graffenrieda miconioides ingår i släktet Graffenrieda och familjen Melastomataceae. Inga underarter finns listade i Catalogue of Life.